# PLUSPLUS
PLUSPLUS（烏克蘭語：ПлюсПлюс），是烏克蘭的免費電視頻道，是1+1媒體集團的一部分，PLUSPLUS是一個家庭向娛樂頻道，原為地區性電視頻道CITI，2012年改為現名。

## 外部連結
- 官方网站（乌克兰語）
- PLUSPLUS的Facebook專頁
- PLUSPLUS的Instagram帳戶
- YouTube上的PLUSPLUS頻道
- 1+1 Media Group page（页面存档备份，存于）